# U-64 (1939)
U-64 — німецький великий океанський підводний човен типу IX-B військово-морських сил Третього Рейху.

## Історія
U-64 був переданий у 1-шу флотилію підводних човнів Крігсмаріне у Кілі, а з 1 квітня 1940 року переведений до 2-ї флотилії підводних човнів Крігсмаріне у Вільгельмсгафен. На ходовій рубці була нанесена емблема ПЧ — лось чи корова, з рота і прямої кишки якої вистрибують торпеди. Єдиним командиром човна був капітан-лейтенант Георг-Вільгельм Шульц.
6 квітня 1940 року о 13:15 ПЧ вийшов у перше плавання і 12 квітня о 23:00 прибув до Нарвіку, супроводжуючи допоміжний крейсер «Оріон». При підході у Вестфіорді невдало спробував торпедувати британський міноносець, через що довелось ухилятись від глибинних бомб. Для його ремонту човен відвели до Герьянс-фіорду біля Б'єрквіку, де в час другої фази битви за Нарвік 13 квітня ще не відремонтований ПЧ був атакований Fairey Swordfish з лінійного корабля «Ворспайт». Корпус був пошкоджений кулеметним вогнем і двома 350-фунтовими бомбами, що вибухнули поряд з корпусом. Загинуло 8 моряків. ПЧ о 13:45 опустився на дно фіорду на глибині 35 м. 12 морякам вдалось покинути ПЧ відразу, а 27 покинули вже затоплений човен. Їм допомогли гірські стрільці, що були на березі. Екіпаж повернувся до Німеччини, де ними укомплектували U-124. Рештки U-64 підняли в серпні 1957 та утилізували.